# 남일면 (금산군)
남일면(南一面)은 충청남도 금산군의 면이다.

## 연혁
- 백제 시대 : 진내군
- 757년 : 진례군
- 1305년 : 금주군
- 1413년 : 금산군
- 1896년 : 전라북도 금산군
- 1914년 3월 1일 : 부군면 통폐합으로 남이면 매곡리와 부리면 나천리 병합
- 1962년 12월 12일 : 전라북도에서 충청남도로 환원[1]

## 교육
- 남일초등학교 (초현리)
  - 금일분교 (폐교) - 남일면 금산로 470 (음대리)
- 금남초등학교 (폐교) - 남일면 마장길 168 (마장리)
- 남일중학교 (폐교) - 남일면 금산로 552 (음대리)

## 행정구역
| 법정리 | 한자명 | 행정리  | 자연마을               | 비고            |
| ------ | ------ | ------- | ---------------------- | --------------- |
| 덕천리 | 德川里 | 덕천1리 | 더그내                 |                 |
| 덕천리 | 德川里 | 덕천2리 | 월평                   |                 |
| 덕천리 | 德川里 | 덕천3리 | 벌대부                 |                 |
| 마장리 | 馬壯里 | 마장1리 | 마장                   |                 |
| 마장리 | 馬壯里 | 마장2리 | 호미동                 |                 |
| 마장리 | 馬壯里 | 마장3리 | 삼태리, 흔터골         |                 |
| 상동리 | 上桐里 | 상동1리 | 하동                   |                 |
| 상동리 | 上桐里 | 상동2리 | 상동, 다리골, 만석동   |                 |
| 신동리 | 新洞里 | 신동1리 | 신동, 수천리           |                 |
| 신동리 | 新洞里 | 신동2리 | 사기소                 |                 |
| 신정리 | 新亭里 | 신정1리 | 신정                   |                 |
| 신정리 | 新亭里 | 신정2리 | 홍도, 원동             |                 |
| 신천리 | 新川里 | 신천1리 | 신천                   |                 |
| 신천리 | 新川里 | 신천2리 | 양대리, 용수목, 벌넘어 |                 |
| 음대리 | 音大里 | 음대리  | 음대, 돌모랭이, 장터   |                 |
| 초현리 | 草峴里 | 초현1리 | 상초, 갈운이           |                 |
| 초현리 | 草峴里 | 초현2리 | 하초, 새터             | 면사무소 소재지 |
| 황풍리 | 皇風里 | 황풍1리 | 황풍                   |                 |
| 황풍리 | 皇風里 | 황풍2리 | 새터, 사미리, 안터     |                 |